# 스리랑카 타밀족

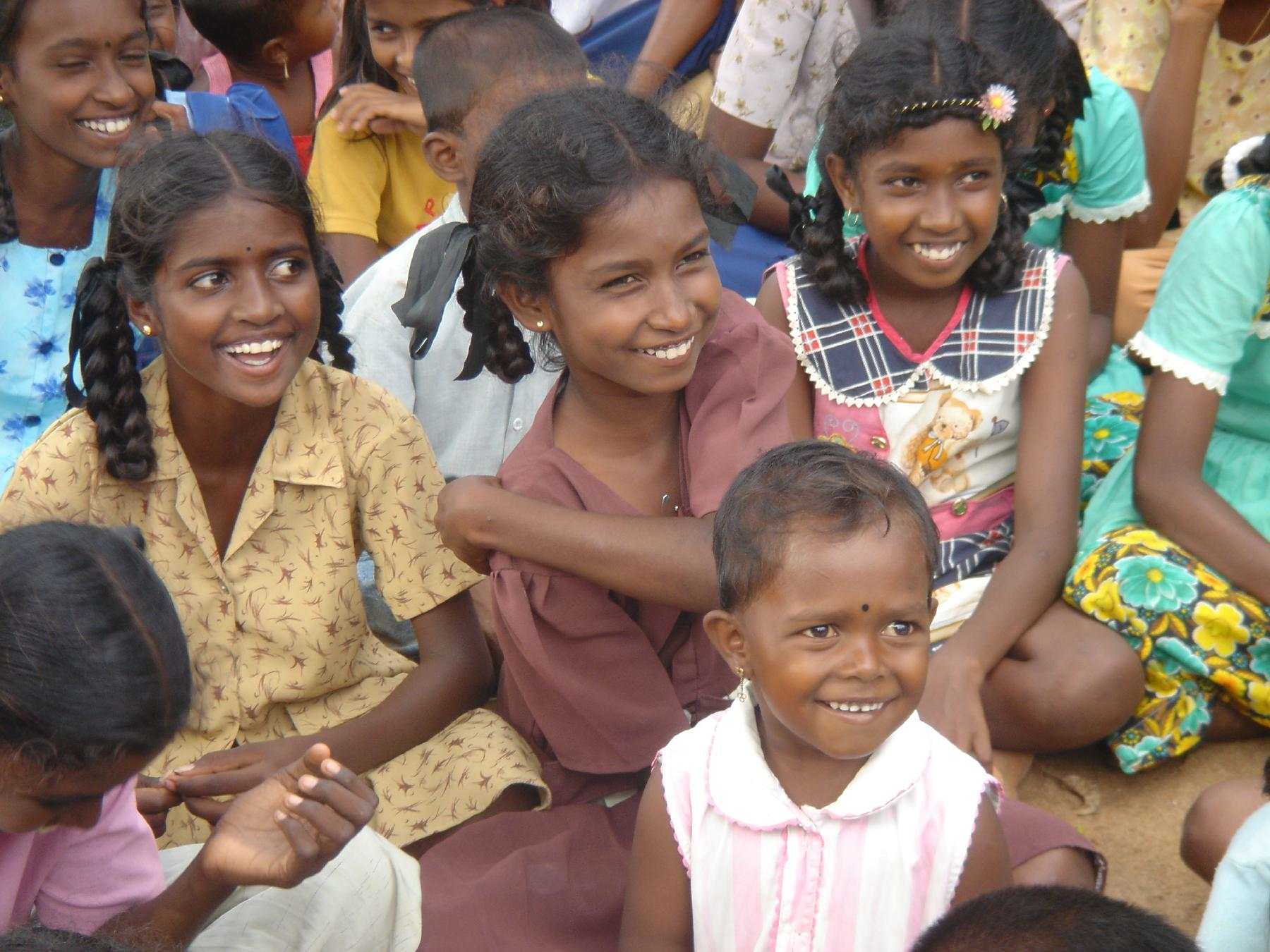

스리랑카 타밀족(타밀어: இலங்கை தமிழர், ஈழத் தமிழர், 영어: Sri Lankan Tamils)은 스리랑카북부의 해안지대인 타밀엘람에 퍼져사는 타밀족으로 식민지 시대에 이주해온 스리랑카의 인도계 타밀족과는 구분된다.